# 안드레이 마크로브
안드레이 마크로브(에스토니아어: Andrei Makrov, 러시아어: Андрей Владимирович Макров 안드레이 블라디미로비치 마크로프[*], 1979년 12월 14일~)는 에스토니아의 전직 아이스하키 선수로 포지션은 센터이다.
1988년부터 2022년까지 에스토니아 국가대표팀의 일원으로도 활동하여 대표팀 최다 득점 기록을 보유하고 있다. 그는 2010년 세계 선수권 대회 디비전2에서 28득점을 기록하여 대회 MVP로 선정되었다.

## 개인사
아버지인 블라디미르 마크로브와 형인 바실리 마크로브도 아이스하키 선수로 활동했다.